# László Kürti

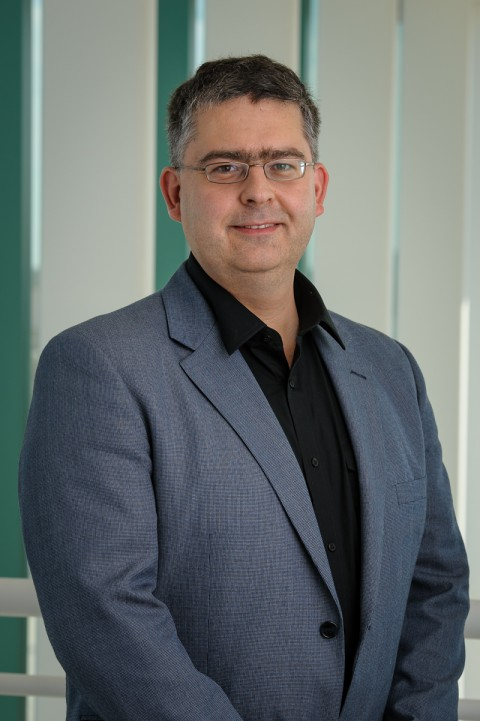
László Kürti

László Kürti (* 28. September 1973 in Ungarn) ist ein US-amerikanischer Chemiker ungarischer Herkunft.

## Leben und Werk
László Kürti  wurde 1973 in Ungarn geboren und wuchs dort auf. An der Lajos Kossuth Universität (heute Universität Debrecen) in Debrecen, Ungarn, schloss er 1997 sein Diplom als englisch-ungarischer technischer Übersetzer an. Ein Jahr später erlangte er an der gleichen Hochschule ein Diplom in Chemie, wobei Sándor Antus ihn in seinen Arbeiten zur Synthese von benzofuranoiden Neolignanen betreute. Im Jahre 2001 wurde Kürti von der University of Missouri in Columbia, Missouri der Master of Science verliehen. Betreuer der Masterarbeit auf dem Gebiet der organischen Chemie – inter- und intramolekulare [4+3]-Cycloadditionen – war Michael Harmata. Danach wechselte Kürti an die University of Pennsylvania, Philadelphia, PA, wo er 2001–2006 im Arbeitskreis von Amos B. Smith, III. an seiner Dissertation über die Synthese hochsubstituierte Indole in der Naturstoffchemie arbeitete. 2006 wurde Kürti dann dort mit der Arbeit Indole diterpenoid synthetic studies. Part I. Optimization of the synthetic sequence leading to the eastern hemisphere subtarget of nodulisporic acids A, D, and F. Part II. Construction of the highly strained CDEF parent tetracycle of nodulisporic acids A promoviert. Zwischen 2006 und 2010 forschte Kürti an der Harvard University  im Arbeitskreis des Nobelpreisträgers Elias J. Corey.
Seit September 2010 ist László Kürti Assistenzprofessor am University of Texas Southwestern Medical Center in  Dallas, Texas.

## Veröffentlichungen
Neben etwa 15 Originalpublikationen ist Kürti besonders hervorgetreten durch die von ihm (mit Coautoren) geschriebenen Bücher:
- Kürti, László und Czakó, Barbara: Strategic Applications of Named Reactions in Organic Synthesis; Elsevier Academic Press, Burlington-San Diego-London 2005, 1. Auflage; ISBN 0-12-369483-3.
- Corey, Elias J., Czakó, Barbara und Kürti, László: Molecules and Medicine, John Wiley and Sons Inc., New York, 2007, [moleculesandmedicine.info].
- Corey, Elias J. und Kürti, László: Enantioselective Chemical Synthesis, Direct Book Publishing, LLC, 2010 (Online-Kurzfassung).